# Hyoscyamus flaccidus
Hyoscyamus flaccidus là loài thực vật có hoa trong họ Cà. Loài này được C.Wright mô tả khoa học đầu tiên năm 1895.